# Trichodesma incanum
Trichodesma incanum là loài thực vật có hoa trong họ Mồ hôi. Loài này được (Bunge) A. DC. miêu tả khoa học đầu tiên năm 1846.